# Oławski
Oławski là một huyện thuộc tỉnh Dolnośląskie của Ba Lan. Huyện có diện tích 524 km². Đến ngày 1 tháng 1 năm 2011, dân số của huyện là 72931 người và mật độ 139 người/km².